# Long Beach (Mississippi)
Pour les articles homonymes, voir Long Beach.
La ville américaine de Long Beach est située dans le comté de Harrison, dans l’État du Mississippi. Lors du recensement de 2010, sa population s’élevait à 14 792 habitants.

## Source
- (en) Cet article est partiellement ou en totalité issu de l’article de Wikipédia en anglais intitulé « Long Beach, Mississippi » (voir la liste des auteurs).